# العلاقات البوليفية الجنوب إفريقية
العلاقات البوليفية الجنوب أفريقية هي العلاقات الثنائية التي تجمع بين بوليفيا وجنوب أفريقيا.

## مقارنة بين البلدين
هذه مقارنة عامة ومرجعية للدولتين:
| وجه المقارنة                                              | بوليفيا                                          | جنوب أفريقيا |
| --------------------------------------------------------- | ------------------------------------------------ | --- |
| المساحة (كم2)                                             | 1.10 مليون                                       | 1.22 مليون |
| عدد السكان (نسمة)                                         | 11.05 مليون                                      | 57.73 مليون |
| الكثافة السكانية (ن./كم²)                                 | 10.05                                            | 47.32 |
| العاصمة                                                   | سوكري، لاباز                                     | بريتوريا، بلومفونتين، كيب تاون |
| اللغة الرسمية                                             | اللغة الإسبانية، اللغة الأيمرية، كتشوا، غوارانية | لغة إنجليزية، اللغة الأفريقانية، اللغة النديبلي الجنوبية، اللغة السوثو الشمالية، اللغة السوتية، لغة سوازي، اللغة التسونجا، اللغة التسوانية، اللغة الفيندية، اللغة الكوسية، اللغة الزولوية |
| العملة                                                    | بوليفاريو بوليفي                                 | راند جنوب أفريقي |
| الناتج المحلي الإجمالي (بليون دولار)                      | 37.51 مليار                                      | 349.42 مليار |
| الناتج المحلي الإجمالي (تعادل القوة الشرائية) بليون دولار | 74.58 مليار                                      | 725.91 مليار |
| الناتج المحلي الإجمالي الاسمي للفرد دولار أمريكي          | 3.08 ألف                                         | 5.72 ألف |
| الناتج المحلي الإجمالي للفرد دولار أمريكي                 | 6.63 ألف                                         | 13.05 ألف |
| مؤشر التنمية البشرية                                      | 0.662                                            | 0.666 |
| رمز المكالمات الدولي                                      | +591                                             | +27 |
| رمز الإنترنت                                              | .bo                                              | .za |
| المنطقة الزمنية                                           | 00                                               | ت ع م+02:00، أفريقيا/جوهانسبرغ ‏ |

## منظمات دولية مشتركة
يشترك البلدان في عضوية مجموعة من المنظمات الدولية، منها:
| علم المنظمة | اسم المنظمة                        | تاريخ انضمام بوليفيا | تاريخ انضمام جنوب أفريقيا |
| ----------- | ---------------------------------- | -------------------- | ------------------------- |
|             | الاتحاد البريدي العالمي            | ?                    | ?                         |
|             | مؤسسة التنمية الدولية              | 21 يونيو 1961        | 12 أكتوبر 1960            |
|             | منظمة حظر الأسلحة الكيميائية       | ?                    | ?                         |
|             | منظمة التجارة العالمية             | 12 سبتمبر 1995       | 1995                      |
|             | الأمم المتحدة                      | 14 نوفمبر 1945       | 7 نوفمبر 1945             |
|             | وكالة ضمان الاستثمار متعدد الأطراف | 3 أكتوبر 1991        | 10 مارس 1994              |
|             | منظمة الشرطة الجنائية الدولية      | ?                    | ?                         |
|             | مؤسسة التمويل الدولية              | 20 يوليو 1956        | 3 أبريل 1957              |
|             | الاتحاد الدولي للاتصالات           | 1 يونيو 1907         | 1910                      |
|             | البنك الدولي للإنشاء والتعمير      | 27 ديسمبر 1945       | 27 ديسمبر 1945            |
|             | يونسكو                             | 13 نوفمبر 1946       | 4 نوفمبر 1946             |

## وصلات خارجية
- موقع وزارة الخارجية البوليفية
- موقع وزارة الخارجية الجنوب أفريقية